# Edward E. Paramore Jr.
Edward E. Paramore Jr. (17 settembre 1895 – 1º maggio 1956) è stato uno sceneggiatore statunitense.

## Carriera
La sua opera teatrale del 1929 Ringside, scritta in collaborazione con George Abbott e Hyatt Daab, venne stata adattata per il film Night Parade della RKO. Paramore era uno sceneggiatore dello staff della Paramount e di Joseph Mankiewitz che lavorò con Scott Fitzgerald nella sceneggiatura del film Three Camrades. Scrisse la sceneggiatura del film The Bitter Tea of General Yen per la Columbia, e Baby Take a Bow, Chetniks! e The Fighting Guerrillas per la 20th Century Fox, e anche Man of Conquest per Republic. Nel 1939 concluse la sceneggiatura di Three Comrades, film tratto dall'omonimo romanzo di Eric Maria Remarque al quale aveva partecipato Fitzgerald, non accreditato.
Si ritirò nel 1943.
È stato uno dei fondatori della Screen Actors Guild, il sindacato degli sceneggiatori americani.
Paramore è morto per una frattura del cranio, in seguito a un incidente in un parcheggio a Shreveport, in Louisiana.
Suo figlio Edward E. "Ted" Paramore III (1928-2008) ha prodotto e diretto film usando lo pseudonimo di Harold Lime.

## Filmografia
- Cetnici! I Guerriglieri Combattenti (1943)
- Tombstone, la città troppo dura per morire (1942)
- Mistero Sea Raider (1940)
- 20 Muli Squadra (1940)
- L'uomo della conquista (1939)
- Il ragazzo dell'Oklahoma (1939)
- Tre compagni (1938)
- Portia sotto processo (1937)
- Due in mezzo alla folla (1936)
- Problemi per due (1936)
- Tre padrini (1936)
- Il contadino prende moglie (1935)
- Il mistero delle montagne rocciose (1935)
- Donna misteriosa (1935)
- Baby fai un inchino (1934)
- Il maestro degli uomini (1933)
- Il tè amaro del generale Yen (1933)
- La follia dell'uomo ricco (1931)
- Recentemente ricco (1931)
- Carovane da combattimento (1931)
- Il sentiero di Santa Fe (1930)
- La legione di frontiera (1930)
- Solo i coraggiosi (1930)
- Il Virginiano (1929)
- Parata notturna (1929)
- Il ragazzo del sabato sera (1929)
- Una donna pericolosa (1929)